# Dunbaria gracilipes
Dunbaria gracilipes là một loài thực vật có hoa trong họ Đậu. Loài này được Lace miêu tả khoa học đầu tiên.